# Morgam-maras
Morgam-maras är ett berg i Finland. Det ligger i Enare i landskapet Lappland, i den norra delen av landet, 900 km norr om huvudstaden Helsingfors. Toppen på Morgam-maras är 520 meter över havet.
Terrängen runt Morgam-maras är kuperad åt nordost, men åt sydväst är den platt.  Trakten runt Morgam-maras är nära nog obefolkad, med mindre än två invånare per kvadratkilometer. Det finns inga samhällen i närheten. Omgivningarna runt Morgam-maras är i huvudsak ett öppet busklandskap.